# Throndhjems Theater
Throndhjems Theater var en historisk teater i Trondheim i Norge, aktiv mellan 1861 och 1865. Den var den första fasta offentliga teatern i Trondheim. Den var installerad  i det teaterhus som år 1816 hade grundats för traktens amatörteater Det Dramatiske Selskab. Den gick i konkurs 1865 och fick då stänga, och nästa fasta teater öppnades inte förrän 1911. 